# پیشگامان
پیشگامان توسعه ارتباطات در سال ۱۳۸۲ با هدف گسترش صنعت فناوری اطلاعات در ایران و ارائه خدمات اینترنتی آغاز به کار کرد. این شرکت طی سال‌ها فعالیت در حوزه ارتباطات، خدمات مختلفی را در این زمینه ارائه کرده است.

## تاریخچه
پیشگامان از زمان تأسیس، اقدام به اخذ مجوزهای مورد نیاز برای فعالیت در زمینه ارتباطات کرده است. این شرکت پس از دریافت پروانه یکپارچه شبکه و خدمات ارتباطی (UNSP)، به ارائه انواع خدمات ارتباطی برای کاربران خانگی و تجاری پرداخته است پیشگامان فعالیت‌های خود را در بیش از ۳۰ استان و ۳۰۰ شهر در ایران گسترش داده است.

## خدمات
پیشگامان خدمات مختلفی در حوزه اینترنت و ارتباطات ارائه می‌دهد. این خدمات شامل اینترنت پرسرعت ADSL، اینترنت پرسرعت فیبر نوری، پهنای باند اختصاصی، تلفن ثابت مبتنی بر IP و خدمات دیتاسنتر می‌شود.